# Углезаводськ
Углезаводськ (рос. Углезаводск) — село у Долинському міському окрузі Сахалінської області Російської Федерації.
Населення становить 1378 осіб (2013).

## Історія
З 1905 по 3 вересня 1945 року у складі губернаторства Карафуто Японії, відтак у складі Долинського міського округу Сахалінської області.

## Населення
| 1925  | 1935  | 1959  | 1970  | 1979  | 1989  | 2002  |
| ----- | ----- | ----- | ----- | ----- | ----- | ----- |
| 213   | ↗232  | ↗2142 | ↘1998 | ↗2260 | ↘2222 | ↘1711 |
| 2010  | 2013  |       |       |       |       |       |
| ↘1466 | ↘1378 |       |       |       |       |       |